# Marko Mrvaljević
 (in serbo Марко Мрваљевић?; 5 giugno 2001) è un calciatore montenegrino, attaccante del ŁKS in prestito dal Veres Rivne.

## Caratteristiche tecniche
È una punta centrale.

## Carriera

### Club
Ha giocato nella massima serie del campionato montenegrino ed in quello ucraino. Dal 2025 gioca nella I liga, la seconda serie del campionato polacco.

### Nazionale
Vanta 9 presenze con le rappresentative giovanili montenegrine.

## Palmarès

### Competizioni nazionali
- Campionato montenegrino: 3

Budućnost: 2019-2020, 2020-2021, 2022-2023
- Coppa del Montenegro: 1

Budućnost: 2020-2021